# 1577 Reiss
1577 Reiss este un asteroid din centura principală, descoperit pe 19 ianuarie 1949, de Louis Boyer.